# Agamedes
Segons la mitologia grega, Agamedes (en grec antic Άγαμήδης) va ser un arquitecte molt famós, fill d'Ergí, rei d'Orcomen (o d'Estímfal, un net d'Arcas). En aquest últim cas és pare de Trofoni i com a fill d'Ergí n'és el germà. Cercíon era un fill que Agamedes havia tingut amb Epicasta.
Agamedes, Trofoni i Cercíon eren tres hàbils arquitectes que van construir molts edificis famosos a l'època arcaica. Se'ls atribueix la cambra nupcial d'Alcmena, a Tebes, el temple d'Apol·lo a Delfos, el de Posidó a l'Arcàdia, al camí que anava de Mantinea a Tegea, i un tresor del rei d'Híria, Hirieu, a Beòcia. Sobre aquest tresor s'explica una llegenda. Agemedes i Trofoni, al construir l'edifici del tresor, van col·locar una pedra amb tanta habilitat que podien apartar-la fàcilment a la nit per anar a robar els tresors del rei. Quan Hirieu se n'adonà, va demanar consell a Dèdal, que preparà un parany per sorprendre els culpables. Agamedes hi va quedar atrapat, i Trofoni li tallà el cap perquè no revelés el nom del seu còmplice. Però la terra es va obrir i es va empassar l'assassí. Al bosc de Lebadea hi havia una estela funerària amb el nom d'Agamedes, al costat del lloc on s'alçava l'oracle de Trofoni, on s'hi portaven ofrenes també per a Agamedes.
Una versió una mica diferent explicava que el rei no era Hirieu, sinó Augias, rei de l'Èlide. Cercíon també participava en el robatori, i en ser agafat Agamedes, va fugir amb Trofoni fins a Orcomen. Però Augias i Dèdal els van perseguir i Cercíon marxà a Atenes i Trofoni a Lebadea.
Una altra tradició deia que Agamedes i Trofoni havien construït un temple per Apol·lo, i quan van anar a reclamar el seu salari el déu els va dir que els pagaria en vuit dies, i que mentrestant es donessin una bona vida. La vuitena nit, els arquitectes van morir d'una mort dolça: era la millor paga que els podia oferir el déu.